# Something Better Change
Something Better Change è il primo album in studio del gruppo hardcore punk canadese D.O.A., pubblicato nel 1980.

## Tracce
1. New Age (David Gregg, Joey Shithead) – 2:18
2. The Enemy (Chuck Biscuits, Shithead) – 2:53
3. 2 + 2 (Biscuits, Shithead) – 4:08
4. Get Out of My Life (Brian Roy Goble, Joey Keithley, Ken Montgomery, Simon Werner) – 2:07
5. Woke up Screaming (Shithead) – 2:42
6. Last Night (Biscuits) – 3:23
7. Thirteen (Shithead) – 2:23
8. Great White Hope (Biscuits) – 2:53
9. The Prisoner (Shithead) – 2:01
10. Rich Bitch (Shithead) – 3:00
11. Take a Chance (Shithead) – 1:48
12. Watcha Gonna Do? (Shithead) – 4:44
13. World War 3 (Biscuits, Shithead) – 3:46
14. New Wave Sucks (Shithead) – 1:01

## Formazione
- Chuck Biscuits – batteria
- David Gregg – chitarra, tastiera
- Randy Rampage – basso
- Joey Shithead – chitarra, voce